# Valentin Feldmann
Pour les articles homonymes, voir Feldmann.
Valentin Avgoustovitch Feldmann (en russe : Валенти́н Авгу́стович Фе́льдман), né le 4 mars 1864 à Saint-Pétersbourg et mort le 26 juillet 1928 à Kiev, est un architecte et aquarelliste russe et ukrainien, auteur de plusieurs projets d'églises orthodoxes et d'édifices civils à Sébastopol.

## Biographie
Valentin Feldmann naît à Saint-Pétersbourg dans une famille d'origine allemande dont le père est agronome. Il entre en 1882 à l'académie impériale des beaux-arts de Saint-Pétersbourg, au département d'architecture. Il prend des leçons d'aquarelle auprès du professeur Gogolinski et de Luigi Premazzi. Après ses études, il devient assistant de l'architecte moscovite, Alexandre Pomerantsev (ru).
En 1890, il devient membre effectif de l'amicale des aquarellistes russes. Il prend part à des expositions d'aquarelles à Saint-Pétersbourg, à Kiev, à Kharkov, à Sébastopol et à Odessa. Il est l'auteur de plus de huit cents œuvres y compris des dessins et des esquisses, ainsi que de livres sur la théorie et la pratique de l'aquarelle. De 1891 à 1905, il travaille à Sébastopol. En quatorze ans, il conçoit de nombreux édifices en Crimée, parmi lesquels :
- 1892—1905 : cathédrale de l'Intercession de Sébastopol ;
- 1893 : église de la Nativité-du-Christ du monastère Saint-Georges de Balaklava ;
- 1894 : début des travaux de construction de la collégiale de la Sainte-Trinité du monastère de Topolevka, en Crimée (dont la construction devait s'achever en 1905, mais qui n'est pas terminée ; elle est détruite en 1929) ;
- 1900 : palais du commandant-en-chef de la Flotte impériale de la mer Noire et des ports.
- Il construit en collaboration avec l'ingénieur militaire Friedrich Oskar Enberg et le sculpteur Amandus Adamson le monument aux navires coulés en 1901-1903
- 1902-1904 : musée du panorama de Sébastopol, en collaboration avec Endberg, construit spécialement pour la présentation du panorama peint Le siège de Sébastopol (1854-1855) conçu par Franz Roubaud (1856-1928)[2].

En 1905, Feldmann s'installe à Kharkov, où il commence à enseigner l'architecture, d'abord à l'institut technologique (1906-1910), puis à Kiev à l'institut polytechnique (1910-1922). Il donne ensuite dans d'autres écoles des leçons d'art jusqu'à sa mort.
Il compte parmi ses élèves l'architecte constructiviste Iossif Karakis (ru) (1902-1988) et le sculpteur Grigori Vassilievitch (ru) (1904-1976). Feldmann était membre de la Société des artistes kiéviens (1914-1919) et membre-fondateur de l'Amicale des artistes de Kiev (1916-1918).

## Aquarelles

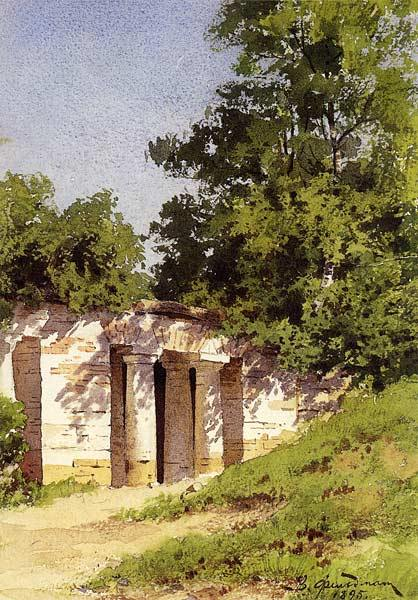
Le Viaduc du jardin impérial de Kiev, 1895
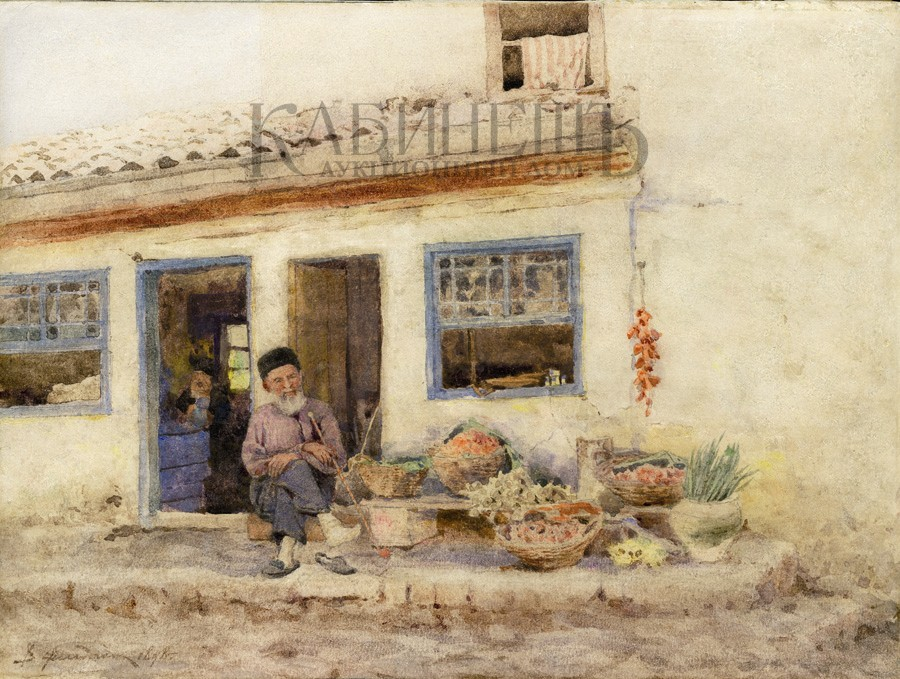
Tatar de Crimée avec une pipe, 1898
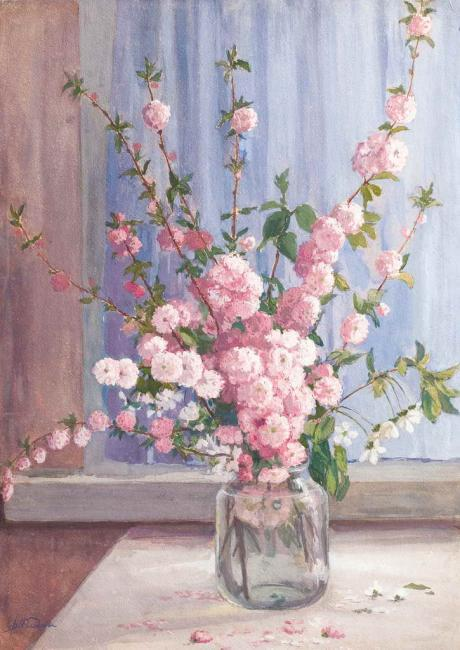
Sakoura, années 1920

## Constructions

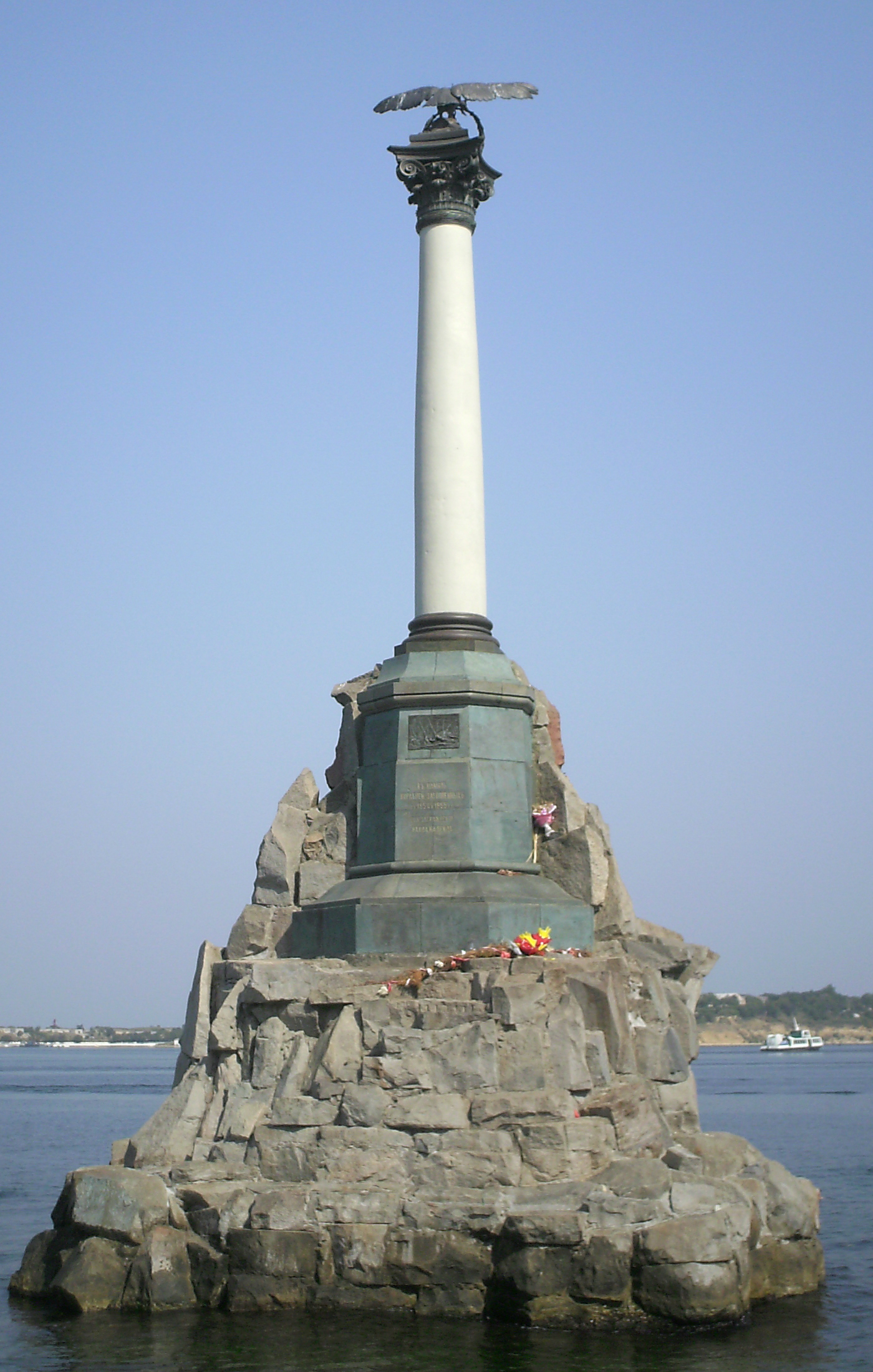
Monument aux bateaux coulés
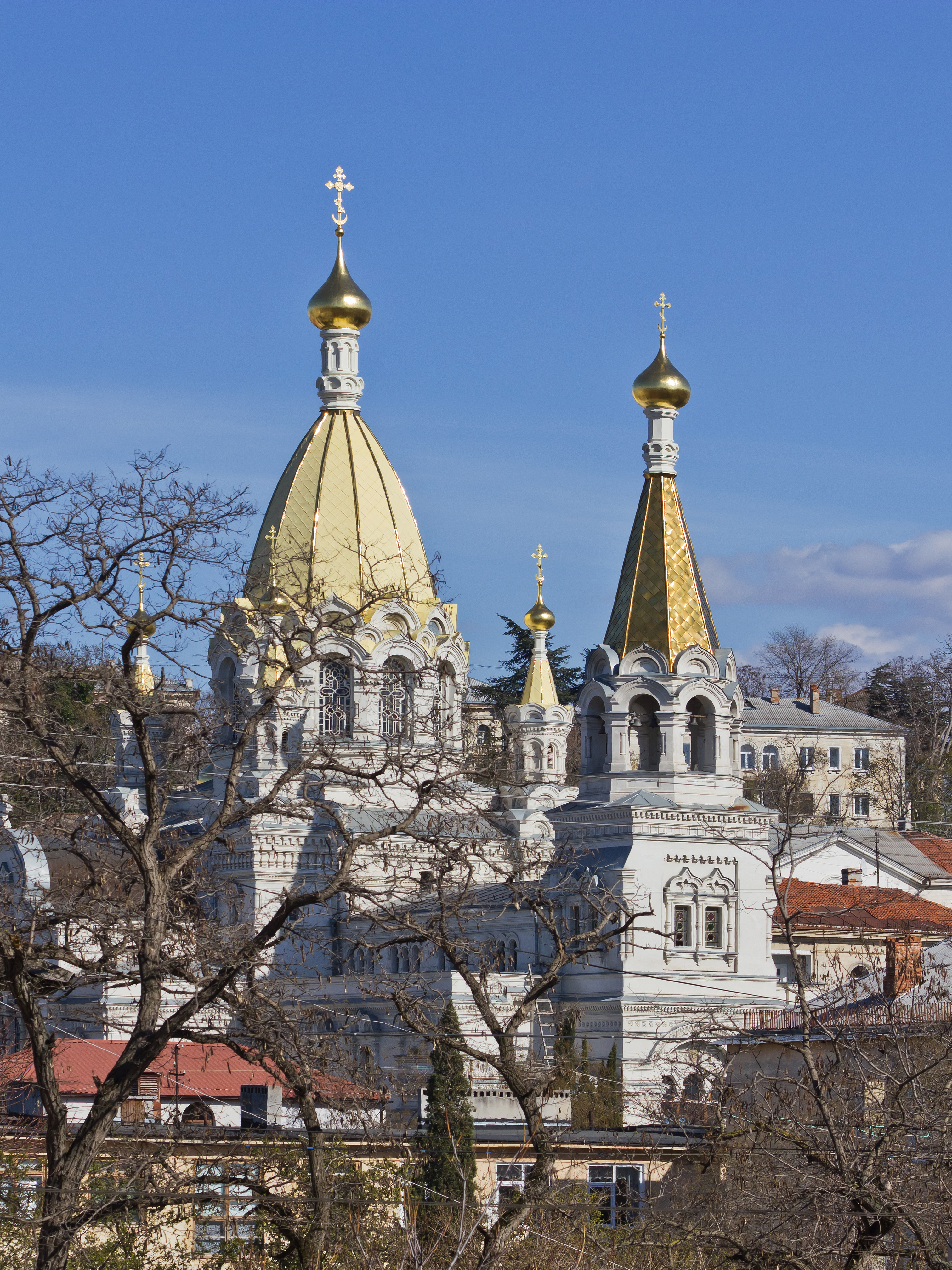
Cathédrale de l'Intercession de Sébastopol
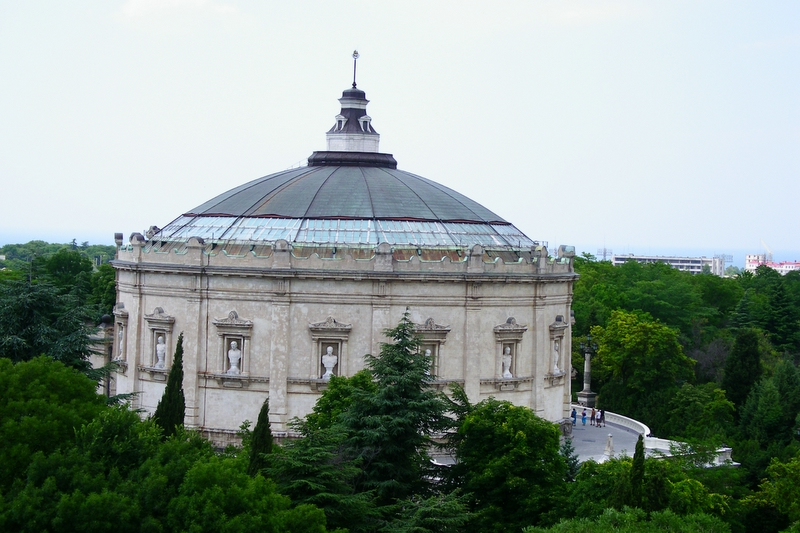
Musée du Siège de Sébastopol